# Derobrachus granulatus
Derobrachus granulatus là một loài bọ cánh cứng trong họ Cerambycidae.